# Jonah Williams
Jonah Williams (Atlanta, 17 novembre 1997) è un giocatore di football americano statunitense che milita nel ruolo di offensive tackle per gli Arizona Cardinals della National Football League (NFL).

## Carriera universitaria
Williams al college giocò a football con i Alabama Crimson Tide dal 2016 al 2018. Nel 2017 vinse il campionato NCAA e nell'ultima stagione fu premiato unanimemente come All-American.

## Carriera professionistica

### Cincinnati Bengals
Williams fu scelto nel corso del primo giro (11º assoluto) del Draft NFL 2019 dai Cincinnati Bengals. Il 31 agosto 2019 fu inserito in lista infortunati per un infortunio subito durante gli allenamenti primaverili e perse tutta la sua stagione da rookie. Debuttò come professionista nel primo turno del 2020 partendo come titolare nella gara contro i Los Angeles Chargers.
Il 13 febbraio 2022 Williams partì come titolare nel Super Bowl LVI ma i Bengals furono sconfitti dai Los Angeles Rams per 23-20.

### Arizona Cardinals
Il 14 marzo 2024 Williams firmò un contratto biennale con gli Arizona Cardinals.

## Palmarès
- American Football Conference Championship: 1

Cincinnati Bengals: 2021